# Misterio (literatura)

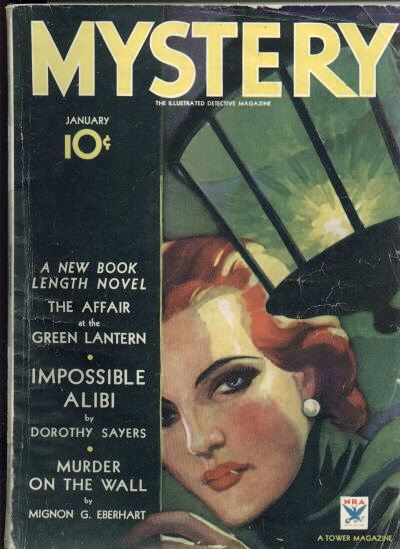
Mystery, portada de una revista de 1934.

La literatura de misterio o novela de misterio es un género de literatura generalmente centrado en la investigación de un crimen.
El término "novela de misterio" a menudo es utilizado como sinónimo de novela de detective o novela de crimen, es decir, una novela o cuento en la cual un detective (profesional o aficionado) investiga y resuelve un misterio criminal. A veces los libros de misterio tratan sobre crímenes que realmente acontecieron. Las "novelas de misterio" pueden ser historias de detectives en las cuales el énfasis se encuentra en el caso o elemento de suspenso y su solución lógica. Además de las novelas de misterio, existen historias de detectives con un marcado elemento de acción y realismo en las escenas de enfrentamiento y asesinato.
La literatura de misterio puede abarcar un misterio de carácter sobrenatural o suspenso en el cual la solución no tiene por qué ser lógica, e inclusive puede ser que no exista un crimen que deba ser resuelto. Este tipo era común en las revistas de misterio de las décadas de 1930 y 1940,  con títulos tales como Gran misterio, Misterio de suspenso y Misterio especial que en esa época eran descritas como historias de horror sobrenatural con "amenazas extrañas" al estilo de Grand Guignol. Lo cual contrastaba con títulos de la misma época con nombres parecidos que contenían novelas de crimen convencionales.

## Inicios

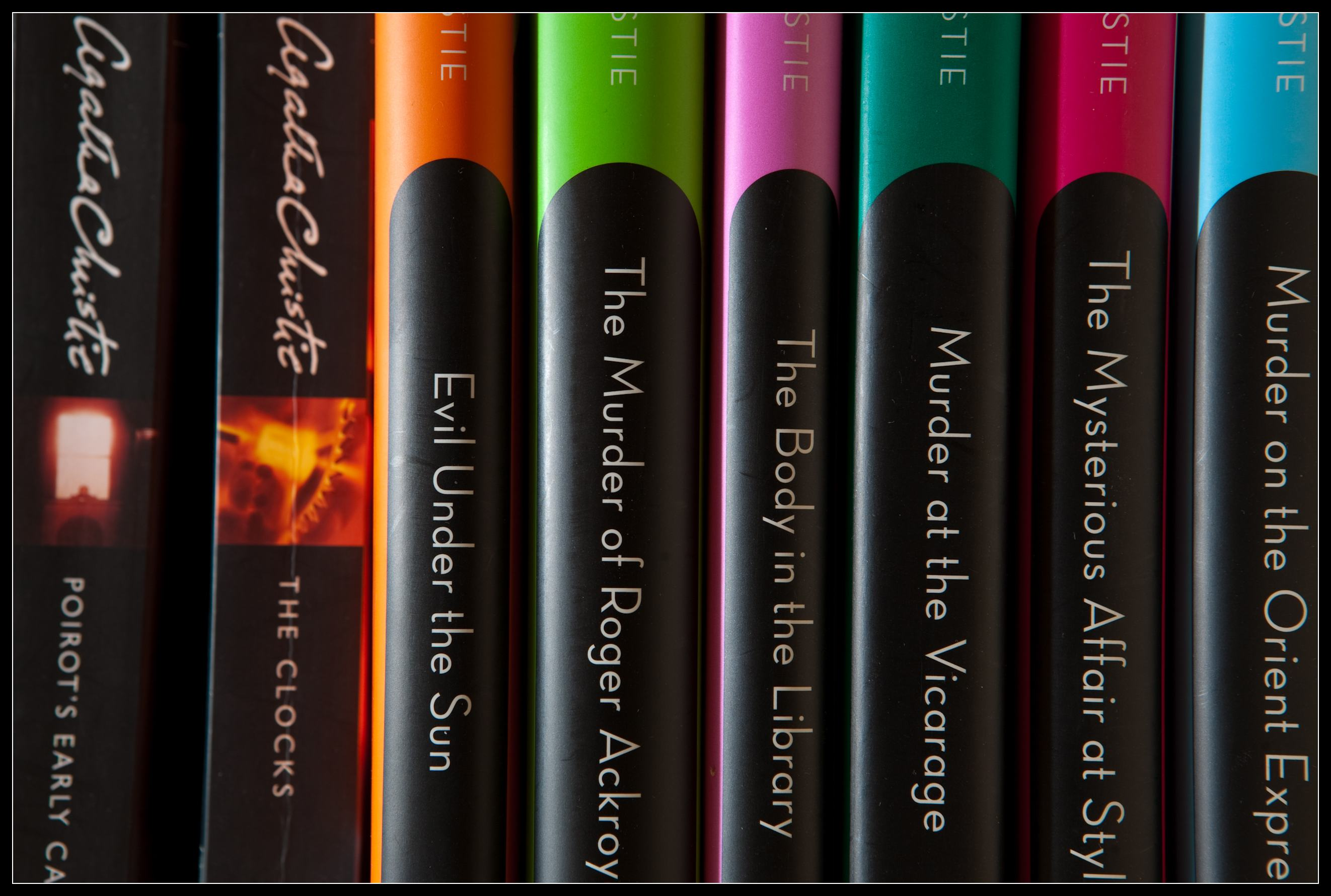
Novelas de Agatha Christie

El género de la novela de misterio es una forma reciente de literatura que se ha desarrollado en los últimos 2 siglos. Durante la época del Renacimiento Inglés se incrementó la alfabetización, y a medida que la gente leía más, se incrementaba también el pensamiento más individualista.
Una posible causa de la falta de popularidad de este género antes del año 1800 es la falta de agencias de policía. Después de la Revolución Industrial, muchas ciudades tendrían alguaciles o vigilantes nocturnos en el mejor de los casos. Naturalmente, el policía debería se consciente de cada individuo en la ciudad, y los crímenes serían, o bien, resueltos rápidamente o no se resuelven por completo. A como las personas empezaron a establecerse en ciudades, las fuerzas de policía se institucionalizaron, y se necesitó cada vez más de detectives y así surgió la novela de misterio.
Una de las primeras novelas de misterio fue Mademoiselle de Scuderi, de E. T. A. Hoffmann, en 1819, sirvió de inspiración para Los crímenes de la calle Morgue de Edgar Allan Poe de 1841, así como Zadig ou la Destinée escrita en 1747 por el filósofo Voltaire. Las novelas de Wilkie Collins, La dama de blanco y La piedra lunar, son consideradas dos de las obras maestras de este género literario. En 1887, el escritor Arthur Conan Doyle creó al personaje Sherlock Holmes, cuyos misterios son los principales responsables de la gran popularidad de este género.
El género empezó a expandirse cerca del cambio de siglo con el desarrollo de la novela de diez centavos y al formato Pulp. Los libros fueron muy útiles para el género, con muchos autores escribiendo novelas de este género en los años veinte. Una importante contribución al género de misterio en esos años fue el desarrollo del misterio juvenil de Edward Stratemeyer, quien desarrolló al personaje Nancy Drew.
Los años veinte también trajeron a una de los principales autores de misterio de todos los tiempos Agatha Christie, cuyo trabajo incluye los libros Asesinato en el Orient Express de 1934, Muerte en el Nilo de 1937 y la novela de misterio más vendida del mundo, el best-seller Diez negritos en 1939.
La popularidad masiva del estilo Pulp en los años 30 y 40, incrementaron el interés en la literatura de misterio. Las revistas Pulp bajaron su popularidad en los 50, con la llegada de la televisión.

## Literatura de misterio contemporánea
Uno de los autores contemporáneos de misterio es Stephen King además comparte similitudes en sus obras con las de Edgar Allan Poe.
Poe es uno de los padres del género de terror y misterio contemporáneo, ha tenido una gran influencia en las historias de King.

## Clasificaciones
Las novelas de ficción se dividen en distintas especies, como género de suspenso, policía procesal, hard boiled, entre otros. Por ejemplo El Halcón Maltés de Dashiell Hammett, entra en la categoría de hard boiled.